# Gett
Gett (пред. название GetTaxi) — израильская компания, предоставляющая сервис такси в Израиле, Великобритании и США.
Компания Gett не предоставляет услуги такси непосредственно. Она лишь позволяет лицензированным таксопаркам получать заказы от пользователей мобильного приложения (на Android, iOS). С помощью приложения ведется отслеживание местоположения такси и может производиться оплата услуг.
В 2012 году сервис GetTaxi стал одним из 4 призёров Премии Рунета в категории «Инновации и технологии» (учреждена Фондом «Сколково»). Также стал одним из десяти призёров Антипремии Рунета в категории «Ну ладно».

В 2016 году российский Forbes поставил Gett на девятое место в списке самых дорогих компаний Рунета с оценкой в $500 млн. Gett также оказывал услуги для корпоративных клиентов.
31 мая 2022 года — последний день работы сервиса Gett в России.